# Girlfriend experience
Girlfriend experience (с англ. — «опыт с девушкой/подружкой», GFE) — это коммерческая услуга, которая стирает границы между финансовой сделкой и романтическими отношениями. Она варьируется от транзакционных половых отношений до случая, когда клиент платит секс-работнице за то, что она временно играет роль его девушки или подруги.
В секс-индустрии GFE — это общий термин для сексуальных отношений, в котором и секс-работник, и клиент готовы к взаимным сексуальным отношениям и к некоторой степени эмоциональной близости. GFE обычно подразумевает бо́льшую степень личного общения, чем традиционная девушка по вызову или эскорт. Особое внимание уделяется не просто сексу, но и более широкому взаимодействию. Детали отношений могут сильно отличаться от случая к случаю. В рамках этой секс-работы секс-работницы создают у клиента ощущение настоящих отношений, чтобы клиенту было более приятно, а также для увеличения своей прибыли. По словам социолога Элизабет Бернштейн, это делает услугу более значимой как для клиента, так и для секс-работницы, поскольку включает в себя особую форму эмоционального труда. Оплата любого сексуального акта, включая GFE, считается формой проституции, независимо от вида предоставляемых услуг. Из-за этого в различных местах статус законности GFE различается.
Если услуга оказывается мужчиной, то она называется boyfriend experience.

## GFE и проституция
Услуга GFE может начинаться с ужина в ресторане, переходя к поцелуям и петтингу на диване в квартире, и заканчиваться неспешным сексом со страстными поцелуями. В 2012 году стоимость GFE обычно составляла от 200 до 1200 фунтов стерлингов. В отличие от GFE услуги эскорта обычно обходятся без поцелуев, а для легальных проституток всегда было нормой никогда не целоваться в губы[страница не указана 2884 дня].

## Клиенты или любители
Термин «клиент» иногда используется для описания человека, который платит проституткам за секс. Однако, в кодексе эскорт-агентств, который вырос вокруг GFE, клиенты часто называют себя «любителями» и называют проститутку, которая предоставляет услугу GFE, «милой девочкой». В ситуации с GFE клиент платит за время, проведенное с девушкой-GFE, что означает: социальное взаимодействие, встречи или сексуальные акты. Клиенты могут быть из разных слоев общества (белые воротнички, синие воротнички, разные расы, разные возрасты), поэтому не существует «типичного» типа клиентов, использующих услуги GFE. Многие клиенты используют услугу из-за потребности ощущать близость и при этом не иметь обязательств. В определённой степени это устраняет чувство вины или страха «зависимости» от отношений.

## Юго-Восточная Азия
Исследование, проведенное в Камбодже, опубликованное в 2010 году, выявило ряд официанток и барменов, которые в свободное время подрабатывали «профессиональными подружками» с западными мужчинами. Они полагались на эти отношения как на источник средств к существованию, но не считали себя «проститутками» и часто стремились к любви и браку, а также к материальным удобствам. В этих отношениях присутствовала видимость близости, которая находилась где-то между притворной и подлинной.
В Таиланде некоторые независимые секс-работники, как сообщается, работают как «профессиональные подружки», создавая компанию и привязанность с иностранцами и тайскими мужчинами среднего класса, и лишь иногда занимаясь сексом со своими клиентами. Вознаграждение им предоставляется в виде таких вещей, как одежда и походы в кинотеатры.
На Филиппинах также широко распространена услуга GFE, предоставляемая секс-работниками иностранным секс-туристам продолжительностью от одной ночи до месяца и более.